# Puchar Wielkich Mistrzyń 2001
Puchar Wielkich Mistrzyń 2001 – siatkarski turniej rozegrany w dniach 13–18 listopada 2001 roku w Fukuoce i Saitamie w Japonii.

## System rozgrywek
W Pucharze Wielkich Mistrzyń 2001 udział wzięli mistrzowie poszczególnych konfederacji (poza CAVB), gospodarz (Japonia) oraz drużyna, która otrzymała dziką kartę (Korea Południowa). Wszystkie reprezentacje rozegrały ze sobą po jednym spotkaniu. Zespół, który po rozegraniu wszystkich meczów miał najwięcej punktów, zdobył puchar.

## Drużyny uczestniczące
| Reprezentacja     | Sposób kwalifikacji                            |
| ----------------- | ---------------------------------------------- |
| Brazylia          | mistrz Ameryki Południowej                     |
| Stany Zjednoczone | mistrz Ameryki Północnej, Środkowej i Karaibów |
| Japonia           | gospodarz                                      |
| Korea Południowa  | dzika karta                                    |
| Chiny             | mistrz Azji i Oceanii                          |
| Rosja             | mistrz Europy                                  |

## Wyniki spotkań

### I runda – Fukuoka
| Data  | Drużyna 1         | Wynik | Drużyna 2         | 1     | 2     | 3     | 4     | 5 | * |
| ----- | ----------------- | ----- | ----------------- | ----- | ----- | ----- | ----- | - | - |
| 13.11 | Korea Południowa  | 3:1   | Stany Zjednoczone | 25:18 | 25:21 | 19:25 | 25:23 |   |   |
| 13.11 | Chiny             | 3:1   | Rosja             | 33:35 | 25:21 | 25:19 | 27:25 |   |   |
| 13.11 | Japonia           | 3:0   | Brazylia          | 26:24 | 25:20 | 25:22 |       |   |   |
| 14.11 | Stany Zjednoczone | 1:3   | Chiny             | 20:25 | 25:22 | 22:25 | 22:25 |   |   |
| 14.11 | Brazylia          | 2:3   | Rosja             | 25:21 | 20:25 | 30:28 | 16:25 |   |   |
| 14.11 | Japonia           | 3:1   | Korea Południowa  | 22:25 | 25:18 | 25:23 | 25:19 |   |   |

### II runda – Saitama
| Data  | Drużyna 1         | Wynik | Drużyna 2         | 1     | 2     | 3     | 4     | 5     | * |
| ----- | ----------------- | ----- | ----------------- | ----- | ----- | ----- | ----- | ----- | - |
| 16.11 | Rosja             | 1:3   | Stany Zjednoczone | 25:18 | 22:25 | 20:25 | 27:29 |       |   |
| 16.11 | Korea Południowa  | 0:3   | Brazylia          | 21:25 | 14:25 | 15:25 |       |       |   |
| 16.11 | Chiny             | 3:0   | Japonia           | 25:21 | 25:21 | 25:21 |       |       |   |
| 17.11 | Japonia           | 0:3   | Rosja             | 17:25 | 23:25 | 13:25 |       |       |   |
| 17.11 | Brazylia          | 3:2   | Stany Zjednoczone | 25:17 | 21:25 | 20:25 | 25:22 | 20:18 |   |
| 17.11 | Korea Południowa  | 0:3   | Chiny             | 13:25 | 15:25 | 12:25 |       |       |   |
| 18.11 | Rosja             | 3:0   | Korea Południowa  | 25:14 | 25:18 | 25:14 |       |       |   |
| 18.11 | Chiny             | 3:1   | Brazylia          | 25:21 | 25:17 | 21:25 | 25:23 |       |   |
| 18.11 | Stany Zjednoczone | 1:3   | Japonia           | 20:25 | 26:24 | 23:25 | 18:25 |       |   |

## Tabela końcowa
| Lp. | Drużyna           | Pkt | Mecze | Mecze | Mecze | Sety | Sety | Sety  | Małe punkty | Małe punkty | Małe punkty |
| Lp. | Drużyna           | Pkt | M     | W     | P     | wyg. | prz. | ratio | zdob.       | str.        | ratio       |
| --- | ----------------- | --- | ----- | ----- | ----- | ---- | ---- | ----- | ----------- | ----------- | ----------- |
| 1   | Chiny             | 10  | 5     | 5     | 0     | 15   | 3    | 5.000 | 453         | 378         | 1.198       |
| 2   | Rosja             | 8   | 5     | 3     | 2     | 11   | 8    | 1.375 | 458         | 407         | 1.125       |
| 3   | Japonia           | 8   | 5     | 3     | 2     | 9    | 8    | 1.125 | 388         | 388         | 1.000       |
| 4   | Brazylia          | 7   | 5     | 2     | 3     | 9    | 11   | 0.818 | 439         | 443         | 0.991       |
| 5   | Stany Zjednoczone | 6   | 5     | 1     | 4     | 8    | 13   | 0.615 | 467         | 495         | 0.943       |
| 6   | Korea Południowa  | 6   | 5     | 1     | 4     | 4    | 13   | 0.308 | 315         | 409         | 0.770       |

Źródło: www.fivb.org
Punktacja: zwycięstwo – 2 pkt; porażka – 1 pkt
Zasady ustalania kolejności: 1. liczba punktów; 2. stosunek setów; 3. stosunek małych punktów; 4. bilans w bezpośrednich meczach

## Klasyfikacja końcowa
| Miejsce | Reprezentacja     |
| ------- | ----------------- |
| złoto   | Chiny             |
| srebro  | Rosja             |
| brąz    | Japonia           |
| 4.      | Brazylia          |
| 5.      | Stany Zjednoczone |
| 6.      | Korea Południowa  |